# Edgar Rice Burroughs
Edgar Rice Burroughs (Chicago, 1 september 1875 – Encino (een wijk in Los Angeles), 19 maart 1950) was een Amerikaans schrijver die vooral bekend werd door zijn boekenreeks over de jungleheld Tarzan en de sciencefictionreeks Barsoom.

## Biografie
Burroughs werd geboren in Chicago als de vierde zoon van een zakenman en oorlogsveteraan George Tyler Burroughs. Tijdens de griepepidemie van 1891 bracht hij een half jaar door op de ranch van zijn broer. Burroughs studeerde vervolgens aan de Phillips Academy in Andover en de Michigan Military Academy, alwaar hij in 1895 slaagde. Daarna haalde hij het toegangsexamen voor West Point Academie niet en werd soldaat bij de 7th U.S. Cavalry. In 1897 werden echter hartproblemen bij hem vastgesteld, waardoor hij de dienst moest verlaten.
Na zijn legertijd had Burroughs meerdere tijdelijke banen. In 1899 ging hij in het bedrijf van zijn vader werken, waar hij vijf jaar bleef. Hij trouwde Emma Centennia Hulbert in 1900 en zij kregen drie kinderen: Joan, Hubert en John.
Omstreeks 1911 begon hij met het schrijven van verhalen, nadat hij zelf meerdere pulpbladen, die in die tijd populair waren, had gelezen en bij zichzelf dacht dat hij dit ook prima kon. Omdat hij echter ook nog naam probeerde te maken als zakenman, hield Burroughs het feit dat hij voor pulpbladen was gaan schrijven aanvankelijk voor iedereen geheim. Alleen zijn vrouw wist ervan. Zijn eerste verhaal, Under the Moons of Mars, werd in 1912 in een feuilletonformaat uitgegeven in het All Story magazine. Tegen de tijd dat het laatste deel van Under the Moons of Mars werd gepubliceerd, had hij twee boeken af, waaronder Tarzan of the Apes dat in oktober 1912 voor het eerst werd gepubliceerd. Tarzan was een sensatie, en Burroughs besloot zich vanaf dat moment geheel op het schrijversvak te gaan concentreren.
Burroughs wilde van de populariteit van Tarzan profiteren, en exploiteerde het personage op iedere manier die hij kon bedenken: van een stripverhaal tot een film en koopwaar. Het publiek kon er geen genoeg van krijgen en Tarzan is een succesvolle fictieve karakter gebleven. Behalve over Tarzan schreef Burroughs ook sciencefiction/fantasyverhalen, waarin avontuurlijke aardlingen naar verschillende planeten worden getransporteerd, naar verloren eilanden of naar het binnenste van de holle aarde. Ook schreef hij verhalen in het Western genre en historische romans.
In 1923 zette Burroughs zijn bedrijf op, Burroughs Inc., en begon zijn eigen boeken te drukken. In 1934 scheidde hij van Emma en trouwde met Florence Dearholt, van wie hij in 1942 ook scheidde. Ten tijde van de aanval op Pearl Harbor woonde hij in Hawaï en werkte als oorlogscorrespondent.
Na de oorlog verhuisde Burroughs terug naar Encino, Los Angeles, in Californië. Daar stierf hij uiteindelijk aan de gevolgen van een hartaanval. Op het moment van overlijden telde zijn bibliografie bijna 80 boeken.

## Postuum eerbetoon
De Burroughs krater op Mars is naar hem vernoemd.
In 2003 werd Edgar Rice Burroughs opgenomen in de Science Fiction Hall of Fame.

### Tarzan-serie

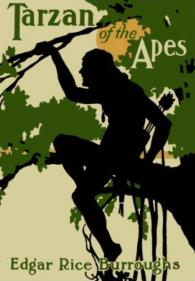
Stofomslag van Tarzan of the Apes eerste druk